# Conservazione e restauro dei codici mesoamericani

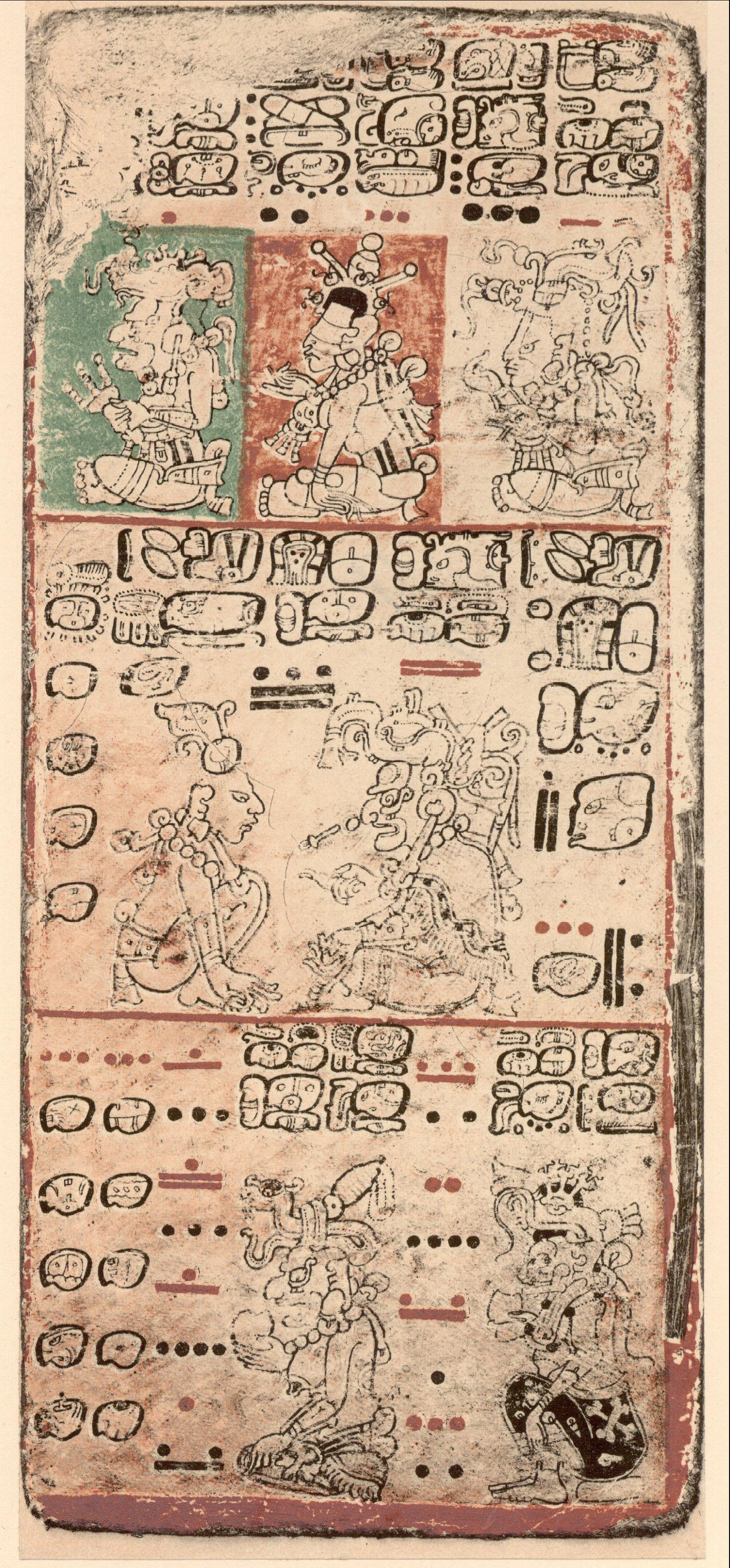
Una pagina del Codice Maya Precolombiano di Dresda

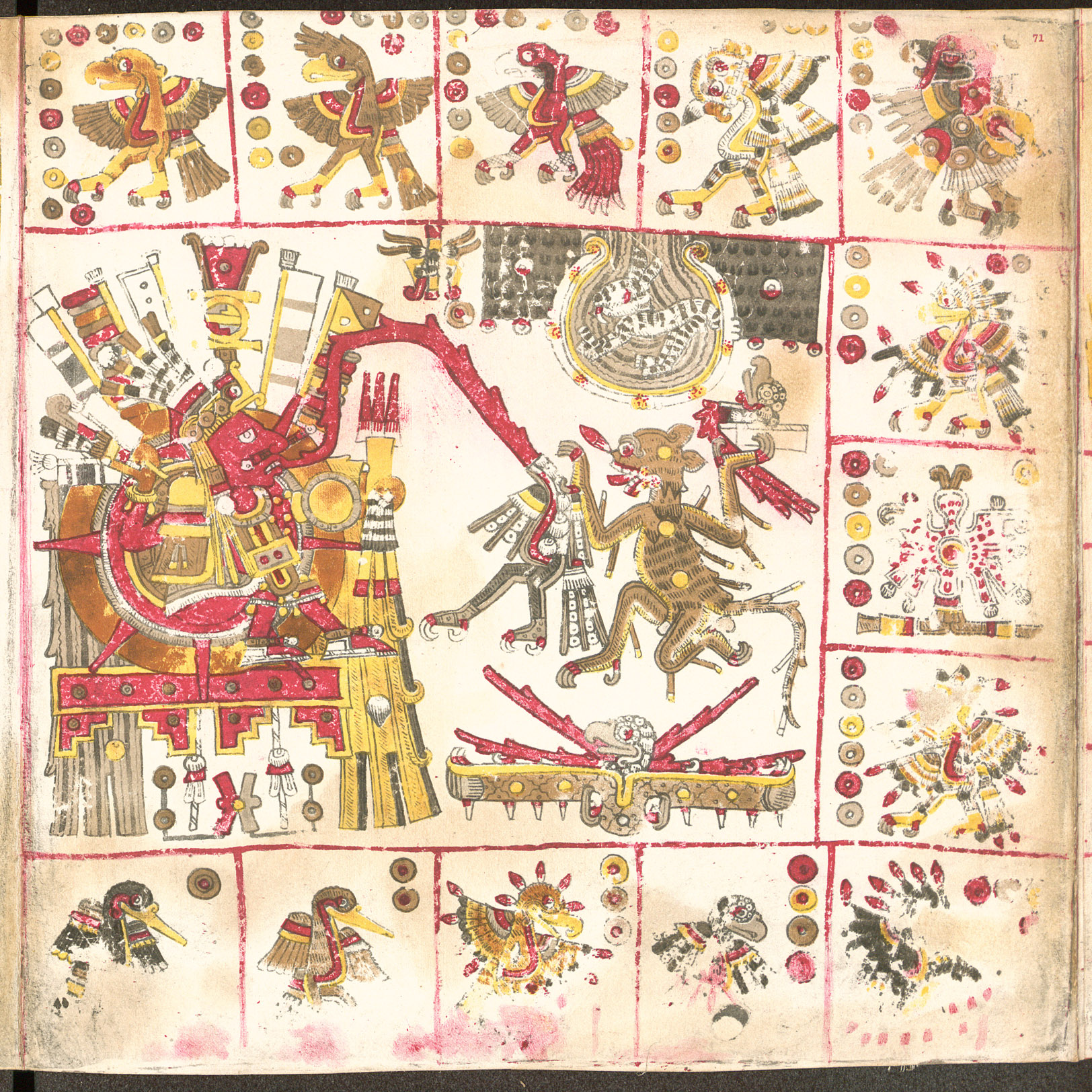
La pagina 71 del Codice Borgia raffigura il dio del sole, Tonatiuh.

La conservazione e il restauro dei codici mesoamericani è il processo di analisi, conservazione e trattamento dei codici per lo studio e l'accesso futuri. Si tratta di un processo decisionale che mira a stabilire i migliori metodi e strumenti possibili di conservazione e trattamento. La conservazione-restauro della letteratura mesoamericana è essenziale per comprendere le antiche civiltà del Messico. Gli sforzi di restauro si sono rivelati difficili a causa della loro fragilità e dell'importanza di preservare il valore storico e probatorio. Le tecnologie non invasive hanno rappresentato un progresso più recente, rendendo l'analisi e il trattamento dei codici preispanici un processo ritardato. Mentre l’analisi continua, la digitalizzazione è stata anche un mezzo più recente e prezioso per rendere le informazioni accessibili a un pubblico più ampio, contribuendo così a ulteriori ricerche e preservazioni.

## Codici esistenti
Il mondo preispanico aveva una ricca tradizione di scrittura e tlacuilolli (l'arte di dipingere codici) prima della colonizzazione spagnola delle Americhe, quando quasi tutti i documenti nativi furono distrutti. I soli tredici codici preispanici esistenti sono ora suddivisi in tre gruppi a seconda della regione geografica e dell'argomento. Il gruppo Mixtechi è originario della regione Mixteca del Messico sudoccidentale e contiene prevalentemente miti, genealogie reali e storia. I codici di questo gruppo includono il Codice Zouche-Nuttall; Codice Vindobonensis Mexicanus I; Codice Selden; Codice Bodley; e Codice Colombino. Si ritiene che il gruppo Borgia sia stato creato nella regione Mixteca-Puebla del Messico centrale e contengono informazioni calendariali e rituali. Questo gruppo comprende il Codice Borgia; Codice Cospi; Codice Laud; Codice Fejérváry-Mayer; e Codice Vaticano B. I codici Maya contenevano informazioni calendariali, astronomiche e rituali e sono ben noti per essere la fonte della comprensione odierna della civiltà Maya. I codici Maya preispanici sopravvissuti includono il Codice di Dresda, il Codice di Parigi e il Codice di Madrid (Maya).

## Post-conquista e ripresa
Quasi tutti gli archivi e i codici dell'antica Mesoamerica furono distrutti a seguito della conquista. Missionari, medici e naturalisti europei desideravano comprendere e preservare gli aspetti delle usanze native. Francisco Hernández de Toledo fu inviato in Messico dal re di Spagna nel XVI secolo per ricercare le proprietà medicinali e gli usi autoctoni delle piante. Anche fra Bernardino de Sahagún si impegnò a preservare il patrimonio culturale della popolazione di Tepepulco (l'attuale Hidalgo). Tali sforzi richiedevano a questi personaggi di apprendere tecniche native per riprodurre e preservare la conoscenza antica nella sua forma tradizionale. Questi sforzi di conservazione si collocavano in un contesto più ampio di assimilazione dei popoli nativi, e la documentazione delle tradizioni native da parte degli europei può essere intesa come una rivisitazione attraverso il punti di vista dei conquistatori. Gran parte di ciò che sappiamo della realizzazione dei codici mesoamericani è stato interpretato attraverso questi documenti e riproduzioni. Preservare gli ultimi codici rimasti significa capire come sono stati creati, quali materiali e coloranti sono stati utilizzati e a quali scopi servivano. Gli sforzi moderni nella conservazione di questi codici includono analisi non invasive, pratiche di conservazione preventiva, digitalizzazione e riproduzioni.

## Analisi non invasiva
L'analisi non invasiva attraverso l'uso di strumenti portatili è stata di vitale importanza per la conservazione dei codici mesoamericani oggi. Ciò è dovuto alla natura delicata dei materiali e dei pigmenti. “L’approccio integrato multi-tecnica” di MOLAB nello studio del Codice Cospi ha utilizzato l’assorbimento e l’emissione UV-vis per determinare le fonti dei colori rossi sulle pagine. Gli spettri di riflettanza (massimi di assorbanza a 370.530 e 555 nm) indicavano che c'erano caratteristiche di "un lago di antrachinone di origine animale". Le misurazioni della riflessione UV-vis sono state effettuate utilizzando uno spettrofotometro portatile. I dispositivi portatili assicurano che l'oggetto non venga maneggiato eccessivamente. Fluorescenza X (XFR), spettroscopia infrarossa (IR), spettroscopia Raman, spettroscopia ultravioletta/visibile (UV-vis), microscopia ottica e materiali di riferimento (documenti storici e una preparazione di blu Maya, un pigmento azzurro brillante unico prodotto dalle culture della Mesoamerica precolombiana) sono stati tutti utilizzati nell'analisi di Codice Cospi per determinare le fonti dei diversi coloranti utilizzati. E ciò è stato fatto senza dover rimuovere campioni dal codice.
L'unica analisi invasiva effettuata sui codici preispanici esistenti si è limitata a piccoli campioni di carta. Analizzando i codici Maya, le analisi hanno confermato che il materiale cartaceo è corteccia di “una o più specie del genere ficus” con uno strato bianco di carbonato di calcio. L'unica analisi invasiva diretta effettuata sul Codice di Madrid consisteva in un "esame di due campioni di carta di corteccia" ed è stato eseguito da Fudolf Schwede. Sia l'analisi non invasiva che quella distruttiva precedente hanno dimostrato che l'uso del nerofumo era omogeneo tra Cospi, Codice Fejérváry-Mayer, Codice di Madrid (Maya) e Codice Colombino. Le tecnologie moderne hanno consentito ai conservatori e agli scienziati di esaminare questi documenti senza una manipolazione eccessiva o un campionamento invasivo, mentre è stato scoperto molto di più riguardo ai materiali, ai coloranti e al contesto.

### Fluorescenza X (XRF)
Questo metodo determina la chimica di un campione di oggetto misurando i raggi X fluorescenti (o secondari) emessi da un campione quando viene stimolato da una sorgente di raggi X primaria.

### Spettroscopia infrarossa (IR)
La spettroscopia IR viene utilizzata per determinare e identificare la composizione strutturale di un oggetto. Misura l'assorbimento, l'emissione e la riflessione della luce infrarossa che interagisce con una molecola.

### Spettroscopia Raman
Una tecnica utilizzata per rilevare le vibrazioni molecolari. Utilizzato nell'analisi chimica e nella caratterizzazione di solidi, liquidi e gas.

### UV-vis
La spettroscopia ultravioletta/visibile (UV-vis) determina la concentrazione di analiti in una soluzione attraverso l'assorbimento o la riflettanza della luce.

### Microscopia ottica
Questo metodo utilizza l'uso di un microscopio ottico per analizzare un campione.

### Microscopia digitale
La microscopia digitale utilizza un microscopio a cui è collegata una fotocamera digitale. Ciò consente di visualizzare e analizzare le immagini di un campione sul display di un monitor elettrico.

### Analisiin situ

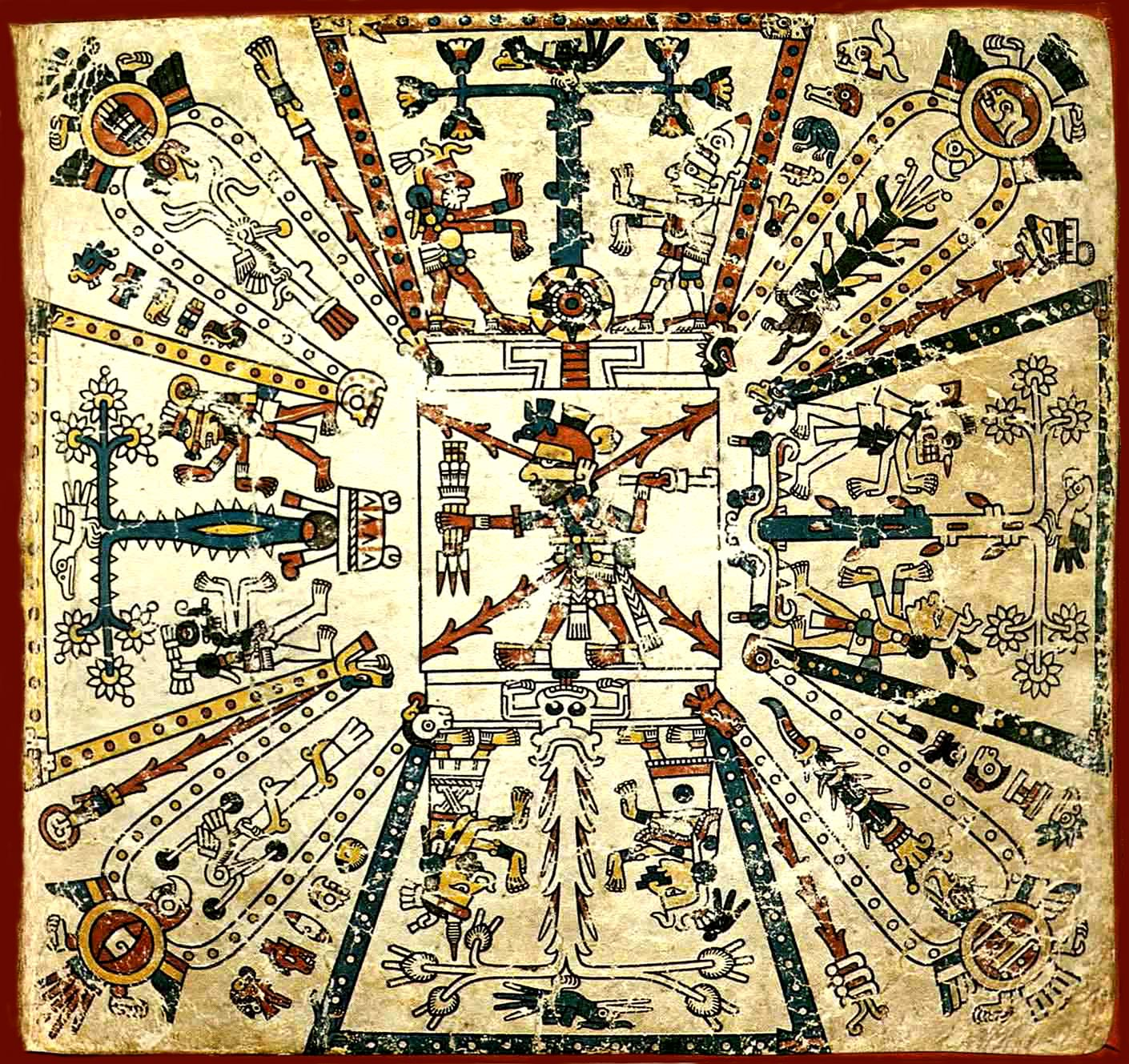
La prima pagina del Codice Fejérváry-Mayer

I codici preispanici esistenti sono stati esaminati in situ utilizzando diverse tecniche MOLAB (MObile LABoratory). Queste tecniche includono la microscopia digitale, Raman, riflettanza UV-vis e spettroscopia di emissione. Per evitare sollecitazioni, danni e movimenti, i conservatori hanno creato dei supporti per imitare la struttura a zigzag dei codici. Nell'esame del frammento Cortesiano, facente parte del Codice di Madrid, è stato realizzato un supporto appositamente studiato per sostenere il documento verticalmente in modo che le immagini fossero visibili senza doverle maneggiare durante l'analisi. I coloranti, gli elementi stilistici e le componenti materiali consentono una migliore comprensione di alcune differenze, nonché delle relazioni tecniche tra i codici, che contribuiscono alla conoscenza complessiva della tradizione codicistica in Mesoamerica. 
La spettroscopia infrarossa ha consentito di identificare lo strato bianco che ricopre su ciascun lato del Codice Cospi e del Codice Ferjérváry-Mayer come una composizione di gesso e carbonato di calcio. Lo strato bianco del Codice Ferjérváry-Mayer è “composto da una miscela di due diverse forme di idratazione del solfato di calcio: gesso e anidrite (solfato di calcio anidro)”. In tutti i codici analizzati, lo strato bianco sul retro e sul fronte di ciascun codice era identico nella composizione, il che dimostra che lo sfondo bianco è stato “preparato in un unico momento, indipendentemente dalle sessioni di pittura”. L'analisi tra i codici ha indicato una "chiara divisione tra il gruppo Borgia e i codici mixtechi", che hanno una vernice a base di gesso che copre un supporto di pelle di animale, a differenza dei codici Maya che hanno un supporto cartaceo a base di carbonato di calcio.

## Conservazione preventiva e agenti di degrado
La conservazione preventiva è il processo e la pratica di eliminare o rallentare gli effetti degli agenti di deterioramento. Richiede una valutazione costante dei fattori ambientali che mettono a rischio la collezione di codici in questione e deve considerare gli effetti di alcuni agenti di deterioramento sui diversi materiali che la compongono. Gli agenti di deterioramento che possono mettere a rischio una collezione di codici mesoamericani sono le forze fisiche, il furto, il fuoco, l'acqua, la temperatura di conservazione errata, l'umidità relativa non corretta, gli inquinanti, la dissociazione, i parassiti e la luce non corretta. Questa pratica è diventata interdisciplinare e spesso richiede una conoscenza collettiva della scienza, “chimica, fisica, biologia, ingegneria, scienza dei sistemi e gestione”, il tutto considerando i diversi sistemi di valori di diverse culture. 

### Materiali
Il Gruppo Borgia è composto da lunghe strisce di pelle di cervo piegate a fisarmonica e incollate con gesso bianco. Le coperture sono costituite da pelle o legno attaccate a ciascuna estremità. I codici Maya, al contrario, sono composti da una lunga striscia di carta corteccia, o Amatl, piegata nello stesso modo a fisarmonica e a schermo del gruppo del Codice Borgia. I codici più importanti erano probabilmente ornati da coperture in pelliccia di giaguaro, anche se di questo esistono solo prove documentali.
Nell'applicare tecniche di conservazione preventiva alla conservazione dei codici mesoamericani, la composizione materiale di questi oggetti li espone ad alto rischio. I coloranti utilizzati su ciascuno dei codici sono sia organici che inorganici, rendendo difficile preservare la natura composita di questi manufatti. La “rilevazione di orpimento sul verso del Codice Cospi e su entrambi i lati del Codice fejérváry-Mayer” si è rivelata molto inaspettata come un pigmento inorganico contenente elevate quantità di trisolfuro di arsenico nello spettro Raman. Poiché alcuni codici contengono pigmenti inorganici, come il nerofumo, richiedono attenzione agli inquinanti ambientali che potrebbero reagire o modificare la struttura chimica (come la corrosione o la dissoluzione dei costituenti). Insieme ai pigmenti organici e inorganici, altri composti rilevati attraverso l'analisi erano il gesso e il carbonato di calcio.
I materiali organici come la carta corteccia, la pelle di cervo e i coloranti sono altamente suscettibili al deterioramento dovuto alle fluttuazioni dell'umidità relativa, nonché a un'umidità relativa errata. Inoltre, i materiali organici sono igroscopici (assorbono ed emettono acqua). Questi materiali attirano muffe, insetti, roditori e altri parassiti e sono altamente sensibili alla luce. I complessi componenti organici dei codici mesoamericani, insieme alla loro fragilità dovuta all'età, richiedono un ambiente rigorosamente controllato che limiti l'esposizione alla luce e mantenga l'umidità relativa e la temperatura corrette. “Ci vuole tempo perché gli oggetti realizzati con materiali igroscopici si adattino ai cambiamenti di umidità relativa”, che “può variare da poche ore (come un foglio di carta) a diverse settimane (come una scultura in legno)”. Sebbene le fluttuazioni a breve termine possano essere tollerate, i danni possono provocare situazioni in cui il cambiamento estremo di temperatura o umidità relativa rimane abbastanza a lungo da consentire all'oggetto di rispondere. 
Attraverso la valutazione di tutti i possibili rischi, i conservatori sviluppano strategie che mirano a bilanciare questi rischi con adeguate strategie di gestione del rischio. La digitalizzazione e la condivisione delle informazioni sono della massima importanza per migliorare il campo della conservazione-restauro. Una spinta verso la digitalizzazione e la gestione dei documenti digitali contribuirà anche a prevenire i rischi di dissociazione.

## Trattamento dei codici post-ispanici
Nei periodi successivi alla conquista, ci sono prove di una fusione tra l'influenza spagnola e quella nativa che divenne comune nella realizzazione di manoscritti. I codici post-ispanici contengono una miscela di stili e materiali sia nativi che europei. Sono stati condotti trattamenti sui codici mesoamericani per prevenire un'ulteriore decomposizione e per favorire la conservazione. Nell'attuale trattamento di tali codici, a volte è necessario invertire i vecchi trattamenti per un'ulteriore conservazione. Tuttavia, nel campo della conservazione-restauro è riconosciuto che nessun trattamento è completamente reversibile. Nella trattazione negli anni 90 del Codice Huexotzinco, o codice Huejotzingo, la decisione di sciogliere le pagine, pulirle e trattarle è stata concordata dopo un'attenta considerazione.

### Documentazione

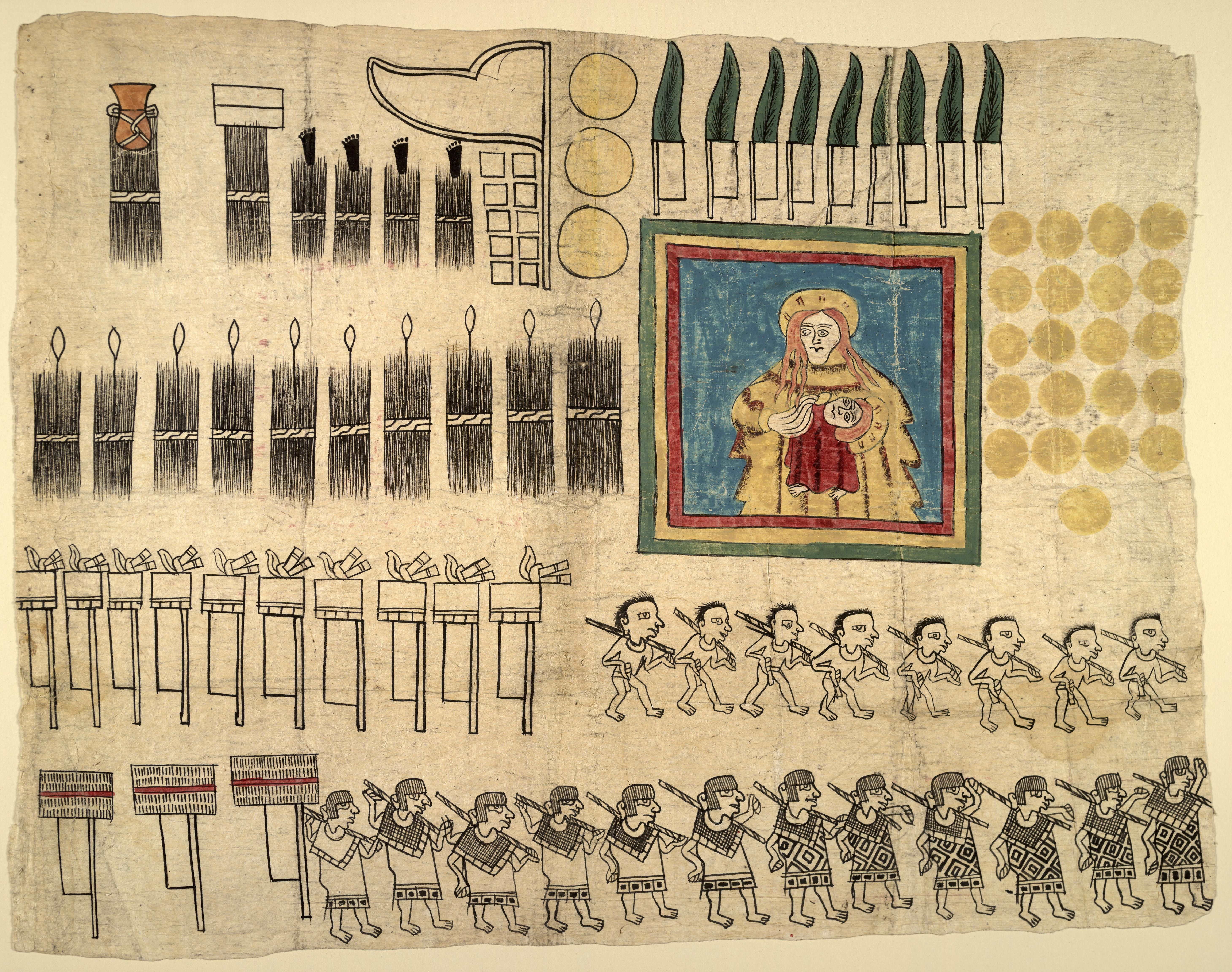
Pannello 1 del Codice Huexotzinco; il pannello contiene un'immagine della Vergine col Bambino e rappresentazioni simboliche dell'omaggio reso agli amministratori.

La condizione sia prima che dopo il trattamento deve essere accuratamente documentata. La documentazione spesso include immagini fotografiche come riferimento. Una proposta di trattamento viene preparata, rivista, approvata e documentata così come l'intero processo.

### Gestione
Le delicate pagine del codice mesoamericano in questione vengono poste in custodie di pellicola di poliestere durante l'analisi e il trattamento per proteggerle durante la manipolazione.

### Pulizia
I fogli, o le pagine, dei codici possono essere prima lavati a secco con piccoli pezzi di gomma di plastica Staedtler Mars grattugiata, come quella usata nel trattamento del Codice Huejotzingo. Vengono condotti test per determinare come l'inchiostro e i fogli reagiranno al trattamento acquoso. I rischi del trattamento acquoso sui codici mesoamericani includono la penetrazione dell'inchiostro nelle pagine e le sollecitazioni dovute all'espansione e alla contrazione. I trattamenti non acquosi sono preferibili per i codici mesoamericani. Per pulire il Codice Huetjotzingo è stata utilizzata una soluzione di carbonato di metilmagnesio in cui sono immersi i fogli per conferire loro una riserva alcalina. Il tetraidrofurano (THF) viene utilizzato per rimuovere gli adesivi e le macchie che si sono formate prima del trattamento con carbonato di metilmagnesio.

### Trattamento delle aree danneggiate
La riparazione con carta giapponese è il metodo preferito per riparare le aree danneggiate. Un micrometro viene utilizzato per determinare e abbinare lo spessore dei fogli. La corrispondenza dello spessore dei fogli è importante per evitare nuove sollecitazioni quando le pagine vengono rimontate.

### Trattamento delle pagine danneggiate dall'inchiostro
Il tessuto termofissato tonico con pigmenti acrilici è un materiale preferito grazie alla flessibilità, resistenza e reversibilità. Questo metodo si è rivelato utile anche per ottenere la tonalità di colore appropriata.

### Trattamento delle pagine satinate
La satinatura è un metodo di trattamento in cui ampie aree danneggiate vengono riempite con carta vergata su cui viene applicato uno strato di Crépeline (una seta trasparente francese a trama fitta). Il processo di satinatura fa sì che l'inchiostro si offuschi nel tempo e affondi sui lati opposti delle pagine. Per trattare le pagine setate del Codice Huejotzingo è necessaria una soluzione acquosa per rimuovere la satinatura. “È stata selezionata una soluzione dell’enzima alfa-amilasi per staccare la satinatura dalla carta senza trasferimento di inchiostro”.

## Digitalizzazione, riproduzioni e accesso

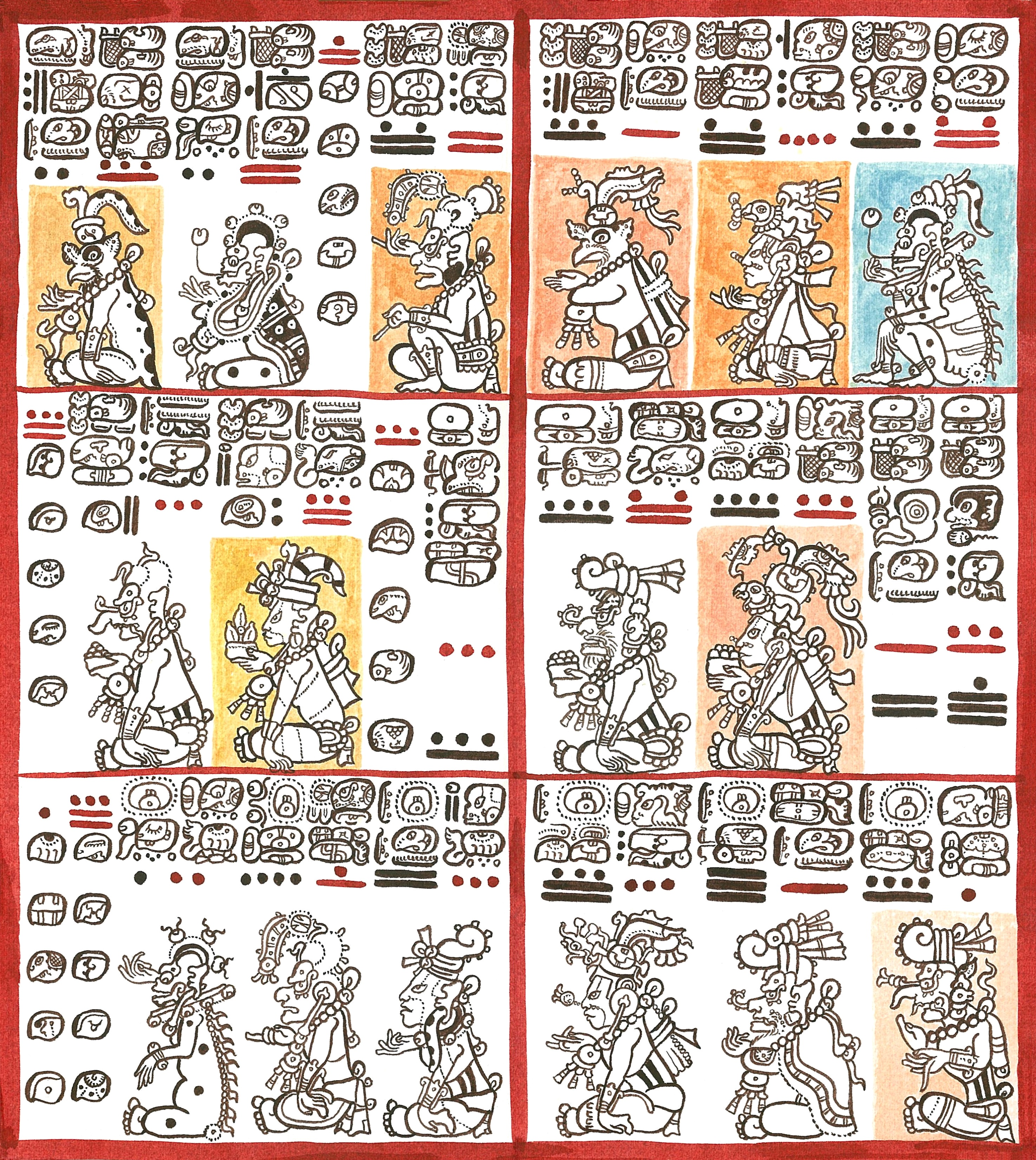
Tavole 10 e 11 del Codice Maya di Dresda. Disegno di Lacambalam, 2001

Per quanto riguarda i codici preispanici sopravvissuti, la digitalizzazione serve a contribuire a nuove scoperte di ricerca e a continuare gli studi linguistici delle antiche civiltà mesoamericane. La ricerca può essere condotta più facilmente senza dover viaggiare in tutto il mondo per visionare i codici di persona. Consentire il contatto fisico con i codici per scopi di ricerca contribuisce ai rischi di esposizione alla luce, rischi fisici della movimentazione, rischi ambientali e persino possibile furto. Sono stati prodotti e pubblicati facsimili dei codici mesoamericani nel tentativo di preservarne i contenuti e renderli accessibili. Sono utilizzati da ricercatori e studenti per contribuire alla conoscenza del mondo mesoamericano preispanico e come prova storica dell'impatto della conquista spagnola.

## Prove storiche della creazione di codici preispanici

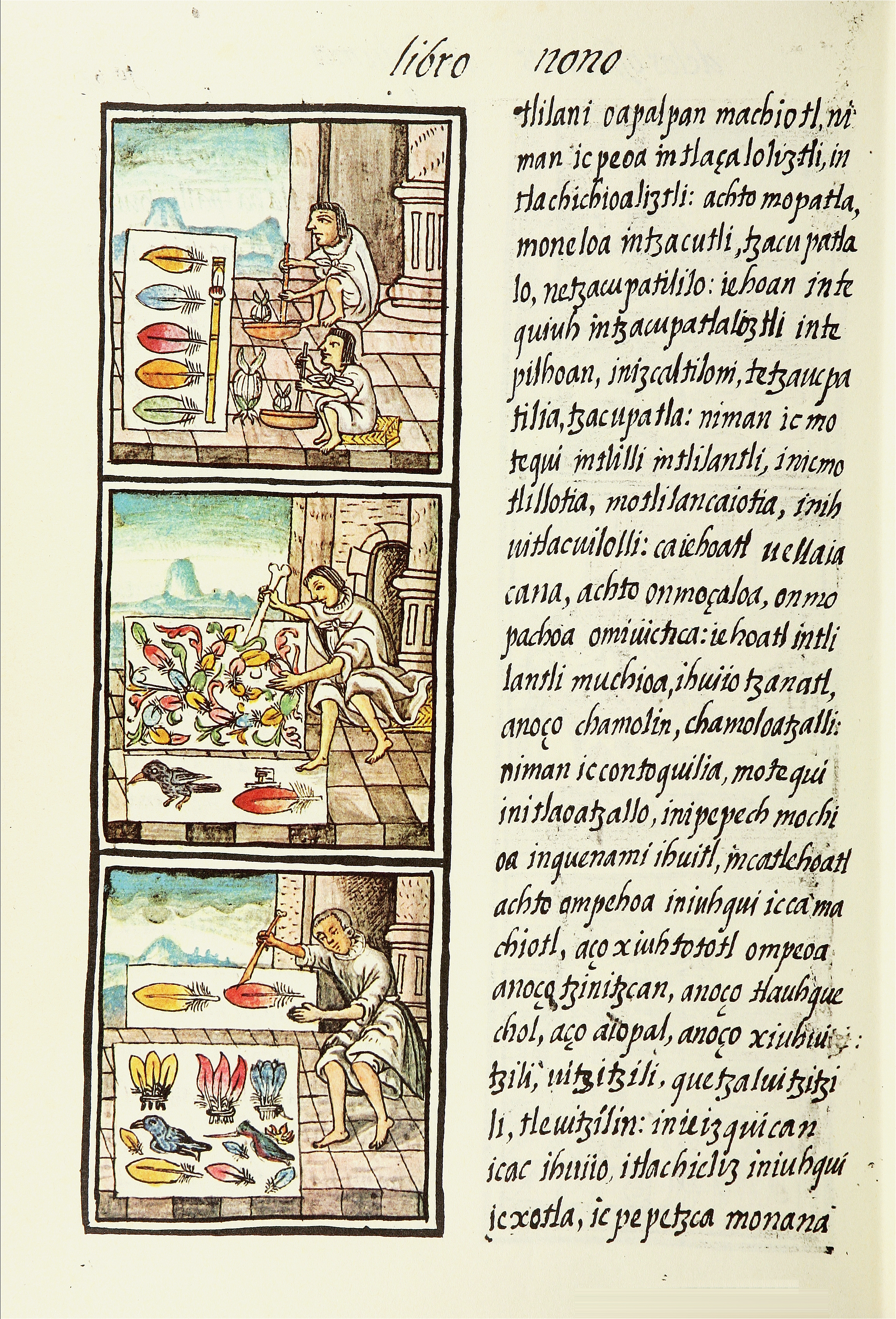
Artigiani o pittori di piume aztechi. Codice fiorentino (1576 circa) con disegni nativi e testo nahuatl.

Bernardino de Sahagún registrò nomi e caratteristiche delle piante e dei colori usati dai pittori e documentò le sue ricerche nel Codice fiorentino. Quest'ultimo è una risorsa primaria per comprendere la creazione e gli usi dei codici, nonché per comprendere la politica del Messico post-conquista. L'uso del gesso, dello tzacuhtli (colla organica estratta dalle orchidee), del nacazcólotle (rosso scuro ottenuto dal legno di Caesalpinia coriaria), sono tutti descritti negli scritti di Sahagún e altri. Francisco Hernández ricorda che il tézhuatl (un giallo-rosso estratto da Miconia laevigata) "era comunemente mescolato con cocciniglia e allume per ottenere il colore". Questa miscela è "simile a quella rilevata sul Codice Cospi". Le descrizioni dei primi anni della conquista descrivono non solo i materiali e gli usi dei codici, ma anche il ragionamento e il processo della loro distruzione.
I "campi dell'epigrafia maya e dell'iconografia religiosa sono nati grazie agli sforzi pionieristici di Ernst Förstemann, Eduard Seler e Paul Schellhas", attraverso i primi studi del Codice di Dresda. Il Codice di Madrid (Maya) è particolarmente importante per i ricercatori in quanto era probabilmente in uso dalla seconda metà del XV secolo fino al primo decennio del XVII secolo e contiene un pezzo di carta con testo latino e spagnolo. Questo codice è una "raccolta di informazioni" tratte dallo spazio e dal tempo poiché varie porzioni sono il "risultato della conversione in formato Maya di almanacchi del Messico centrale come quelli trovati nei" codici del gruppo Borgia. Ciò suggerisce che gli scribi avessero accesso diretto al Codice Borgia o ad altri manoscritti correlati. L’“intrusione di elementi stilistici europei”, “nel tempo, diventerebbe più evidente nei tlacuilolli [che significa "qualcosa di scritto o di dipinto"], al punto da eclissare le antiche tradizioni autoctone”.